# البروباغندا في الحرب العالمية الأولى

كانت الحرب العالمية الأولى أوّل حربٍ أدّت فيها وسائل الإعلام والبروباغندا دورًا محوريًا في إبقاء المواطنين في البلاد على اطلاعٍ بمُجريات الحرب. كما كانت أول حرب تُنتج بها الحكومات بصورةٍ منهجية الدعاية كوسيلة إعلامية تستهدف للمواطنين بهدف تغيير آرائهم.
كانت الدعاية الخارجية للدول الأخرى جزءًا لا يتجزّأ من تاريخ الدبلوماسية في الحرب العالمية الأولى وأُنجزت لحشد الدعم لقضايا الدول وتقويض دعم العدو.
أخيرًا، عملت البروباغندا في الحرب العالمية الأولى على عدة أسسٍ أيديولوجية، منها دعايات الفظائع، والبروباغندا المكرّسة لتعزيز الشعور القومي والحِسّ الوطني، والبروباغندا التي ركّزت على المرأة.

## كندا
دخلت كندا الحرب العالمية الأولى في العام 1914 كدولة متعاونة إلى جانب الحلفاء بريطانيا وفرنسا. مع اندلاع الحرب العالمية الأولى، كانت الولايات المتحدة الأمريكية رائدةً في فنّ صناعة الأفلام والمهنة الجديدة في حينها الإعلان التجاري. أدّت هذه التقنيات المكتشفة حديثًا دورًا فعالًا في صياغة الذهنيّة الأمريكية وتحويل موقف الرأي العام الأمريكي من رافضٍ للحرب إلى مؤيّد لها. ربما يكون الرئيس الأمريكي وودرو ويلسون هو أهمّ شخصية حرّكت ماكينة البروباغندا الأمريكية خلال الحرب العالمية الأولى. في إحدى خطاباته الشهيرة، أعلن الرئيس ويلسون عن المبادئ الأربع عشر، والتي قال بأن الولايات المتحدة مستعدة للقتال في سبيل حمايتها. إضافةً إلى هدف تحرير أوروبا من الاحتلال الألماني، نادت مبادئ ويسلون الأربعة عشرة بتطبيق الشفافية فيما يتعلق بالتداولات الدبلوماسية، وحرية الملاحة البحرية في حالتَيّ الحرب والسِلم، وتحقيق شروط التجارة العادلة لجميع الدول. عملت المبادئ الأربعة عشر كمخطط أوّلي لإحلال السلام العالمي إذ استُخدمت كمرجعية في مفاوضات السلام بعد الحرب العالمية الأولى. ألهمت مبادئ ويسلون جماهير المتلقّين في أرجاء العالم وعززت من ثقتهم ببريطانيا، وفرنسا، وأمريكا كرأسٍ حربةٍ في القتال من أجل أهداف نبيلة.

## أمريكا، لجنة الإعلام العامة
في العام 1917، أنشأ الرئيس الأمريكي ويلسون لجنة الإعلام العامة والتي ضمّت ممثلين من وزارة الخارجية، والجيش، والبحرية. كان على اللجنة رفع تقاريرها مباشرةً إلى الرئيس ويلسون وكانت مصدرًا غنيًا لمواد البروباغندا. كما كانت لجنة الإعلام العامة مسؤولةً عن إنتاج الأفلام، وإعداد البوسترات، ونشر مختلف الكتب والمنشورات، ونشر الإعلانات المدفوعة في الصحف الكبرى، وتجنيد رجال الأعمال والواعظين وأساتذة الجامعات للخدمة كخطباء يضطلعون بمهمة التأثير على آراء العامة على المستوى المحلي. ترأس اللجنة الصحفي الاستقصائي المتقاعد جورج كريل، وشددت اللجنة على إيصال رسالة فحواها أن انخراط أمريكا في الحرب العالمية الأولى أصبح ضرورةً قصوى لتخليص أوروبا من نير السطوة الألمانية والقوى المعادية. في كتابه المعنون «كيف سوّقنا أمريكا»، يذكر كريل بأن اللجنة استُحدثت بهدف إظهار الحرب العالمية الأولى على أنها قرارٌ اتخذته البشرية. وأطلق على اللجنة صفة الصوت المنادي بعدالة قضية أمريكا أمام هيئة محلفين، أعضاؤها هم الشعب. كما وصفها بأنها كانت «مشروعًا ضخمًا في فن البيع» وأنها كانت «أكبر مغامرة إعلانية في العالم».
عزفت رسائل اللجنة النغمة المناسبة لجماهير المجتمعات المحلية الأمريكية، وعملت كمنظمة مسؤولة عن نقل رسائل المُثل العليا الأمريكية إلى كافة أصقاع العالم المتحضر. وظّف كريل ولجنته كل الوسائل المتاحة لإيصال رسائلهم، بما في ذلك، الكلمة المطبوعة، والإذاعة، والأفلام، والتليجراف، والملصقات الإعلانية واللافتات. تمّت الاستفادة من كافة أشكال الاتصالات من أجل تقديم التبرير للأسباب التي دفعت أمريكا لخوض الحرب.
سعى كريل بطريقة منهجية لمخاطبة جميع المواطنين في الولايات المتحدة وأكثر من مرة عبر رسائل تستثير الحسّ الوطني تفصّل كيفية إسهام المواطنين في المجهود الحربي. كما تعاونت لجنة الإعلام العامة مع مكتب البريد لفرض الرقابة على الدعاية التحريضية المضادة للحرب. أنشأ كريل أقسامًا في وكالته المنشأة حديثًا لإنتاج وتوزيع العديد من الكراسات، والنشرات الصحفية، وإعلانات المجلات، والأفلام، والحملات المدرسية، وخطابات «رجال الدقائق الأربعة». أشرفت لجنة الإعلام العامة على تصميم البوسترات الملونة والتي أُلصقت على نوافذ المحلات، للفت انتباه المارة في الشارع ولو لثوانٍ معدودة. كانت دور السينما تغصّ بروّاد السينما، فقامت لجنة الإعلام العامة بتدريب ألوف المتحدثين المتطوعين لإلقاء الخطب العامة لمدة أربع دقائق فقط، وهي مدة الاستراحة اللازمة في السينما لتبديل البكرات. وخطب هؤلاء المتطوعون في الكنائس، والنُزُل، والمنظمات، والنقابات العمّالية، وحتى في المخيمات الخاصة بقطع الأشجار. فخرَ ريل بأنه خلال مدة تبلغ 18 شهرًا، ألقى 75 ألف متطوّع 7.5 مليون خطبة قصيرة تبلغ 4 دقائق على أكثر من 300 مستمع، في دولةٍ كان عدد سكانها يبلغ 103 مليون نسمة.
خضع المتطوعون لجلسات تدريبية في الجامعات المحلية وأُعطوا الكراسات ونصائح خطابية تختص بشتّى المواضيع، مثل تسويق صكوك الحرية، والمبادرة للالتحاق بالتجنيد الإجباري، وتقنين الطعام، وتوظيف العمال غير المهرة في الأعمال المتعلقة بالذخيرة، ودعم برامج الصليب الأحمر. وفوق هذا كلّه أُسند إلى المؤرخين مهمّة كتابة نصوص تأريخية مفصّلة تشرح أسباب الحرب في أوروبا.

## بروباغندا الفظائع
بروباغندا الفظائع، كانت شكلًا من الدعاية الموجّهة خلال الحرب العالمية الأولى والتي تخصّصت بالتركيز على أشنع الفظائع التي ارتكبتها جيوش ألمانيا والإمبراطورية النمساوية-المجرية مع إضافة بعض المبالغات عليها. صُوِّر الجنود الألمان والنمساويّون-المجريّون على أنهم برابرة متوحشون، وأن وحشيّتهم هي المبرر لخوض الحرب. في العام 1914، فوّض رئيس الوزراء الصربي عالم الطب الشرعي آر إيه رايس بإجراء تحقيق شاملٍ بخصوص جرائم الحرب المرتكبة. كان المقصود بهذه الخطوة الإعلام بأعمال العنف التي ارتكبتها القوات النمساوية-المجريّة بحقّ المدنيين في صربيا المحتلة في العام 1914. وصفت تلك التقارير بأدقّ التفاصيل أعمال العنف التي ارتكبت بحقّ المدنيين، والجنود، وأسرى الحرب. كان من ضمن هذه الأعمال استخدام الأسلحة المحرمة دوليًا، وتدمير المكتبات والكاتدرائيات التاريخية، واغتصاب وتعذيب المدنيين. عملت الرسوم الإيضاحية ذات الطبيعة الصادمة جنبًا إلى جنب مع الشهادات الفردية المباشرة عملت كرسالة تذكيرية ملحّة بمبرّرات خوض الحرب. صوّرت الأشكال الأخرى من بروباغندا الفظائع أنّ البديل عن الحرب لن يكون سوى الخضوع للاحتلال والنفوذ الألماني، وهو الأمر الذي اعتُبر غير مقبولٍ بتاتًا لدى مختلف الأطياف السياسية. وكما ذكرت جريدة بايونير في نورثامبتون في العام 1916، «لا يمكن تحقيق السلام أبدًا مع وجود خطر وقوع العالم في قبضة الهيمنة الألمانية المسلّحة والتي تلوح في الأفق كتهديد قد يحوق بنا جميعًا».
استُخدمت البروباغندا في الحرب العالمية الأولى، كما في غيرها من الحروب، على حساب الحقيقة. ضمِن الترويج الدعائي اقتصار معرفة المواطنين على القدر الذي تسمح به حكوماتهم. في الحرب العالمية الأولى، بلغ المدى الذي وصلت إليه الحكومات لتشويه صورة وسمعة أعدائها بلغ مستوياتٍ لم تُعرف من قبل. لضمان أن الجميع انتظموا في نسقِ تفكيرٍ مرغوب به حكوميًا، لجأت الحكومات إلى ضبط ومراقبة جميع أشكال التعبير. كان على الصحف أن تنشر ما تراه الحكومة مناسبًا للقرّاء فحسب. في الواقع، ورغم أن هكذا إجراء قد يشابه الرقابة، فالصحف البريطانية -التي أدارها أباطرة الإعلام في ذلك الزمان- كانت أكثر من مستعدة بل وسعيدة للتجاوب مع هكذا تصرّف حكومي. وهكذا فقد نشرت الصحف عناوين رئيسية كان الهدف منها استثارة العواطف، ولا يهم مقدار صحتها من عدمه. وكان من العناوين سيئة الذكر حينها، «الألمان يقطعون يديّ طفل بلجيكي»، و«الألمان يصلبون ضابطًا كنديًا».